# 1,1-二氯甲醚
1,1-二氯甲醚或称为1,1-二氯二甲基醚、二氯甲基甲醚（英語：Dichloromethyl methyl ether）是一种有机氯化合物，化学式HCl2COCH3，可由甲酸甲酯与五氯化磷/三氯氧磷混合物合成。